# Землетрясение в Восточном Саяне (1829)
Землетрясение в Восточном Саяне (Тункинское землетрясение) — землетрясение, произошедшее 24 февраля (8 марта) 1829 года в Прибайкалье. Эпицентр ориентировочно располагался на западе Тункинской котловины. Магнитуда составила 7, а интенсивность (сила толчков) в эпицентре достигла 9 баллов. Землетрясение ощущалось на обширной территории: в Кяхте, Селенгинске, Иркутске, Верхнеудинске и в Монголии. Из каталога землетрясений А. П. Орлова (1872 г.):
С 24 Февраля по 22 Марта в Иркутской губернии многочисленные подземные удары. Но особенно силен и разрушителен был удар 8 Марта в 4 ч. 10 мин. утра, продолжавшийся 3 мин. и разрушивший много домов; огромная скала на правом берегу р. Иркута разлетелась вдребезги, покрывшие собою окрестные равнины. Земля потрескалась в различных местах...
От Кяхты до Нижнеудинска землетрясение чувствовалось во многих местах. В Кяхте и Троицкосавске землетрясение 8 Марта было так сильно, что часовые едва могли держаться там на ногах; оно было сопровождаемо здесь шумом наподобие порывистого ветра. В крепости Тунке потрясение продолжалось 3 мин., и причинило несколько бедствий...
В донесении Иркутскому гражданскому губернатору о землетрясении 24 февраля отмечалось, что толчки в Иркутске ощущались лишь около 5 ч. вечера 27 февраля, но местный краевед С. С. Щукин писал о землетрясении иное:
Землетрясение началось в Иркутске в 4 ч. 10 мин. утра Февраля 24 дня, и состояло из 7 возобновляющихся потрясений. Первое потрясение было довольно легкое, следующие затем были несравненно чувствительнее, последнее же потрясение сопровождалось ужасным подземным гулом, который имел направление от SW к NЕ.